# Ein Tolpatsch auf Abwegen
Ein Tolpatsch auf Abwegen ist eine französische Filmkomödie von Georges Lautner aus dem Jahr 1976.

## Handlung
Werbefotograf François Perrin hat mit seinem Freund, dem Nudelfabrikangestellten Mercier, das Drehbuch zum tiefenpsychologischen Spielfilm Der Seelenspiegel des Menschen geschrieben. Sie bieten das Buch dem Produzenten Bob Morlock an, der es jedoch nur mit starken Bearbeitungen akzeptieren würde – bekannt ist Morlock für seine Pornofilme. Mercier ist gegen eine Veränderung des Drehbuchs. Da François jedoch unbedingt im Filmgeschäft Fuß fassen will und das Drehbuch von allen anderen Produzenten abgelehnt wurde, stimmt er einem Schwindel zu: Vor Mercier behauptet er, Morlock würde den Film wie vorgeschlagen produzieren. Mercier unterschreibt daraufhin eine Einverständniserklärung. Morlock wiederum übergibt das Buch an Ploumenech, der es zu einem pornografischen Film umschreibt. Dieser trägt nun den Titel Die Vaginale. François’ Freundin Christine ist über ihren Freund entsetzt, liebt sie ihn doch gerade aufgrund seines subtilen Verhältnisses zu Frauen, und zieht aus der gemeinsamen Wohnung aus. Umso überraschter ist François, als er Christine kurz darauf beim Casting für Die Vaginale wiedersieht. Er versucht, ihr Vorsprechen zu verhindern, doch schlägt Christine ihn mit seinen eigenen Waffen. Sie wird als Hauptdarstellerin für den Film engagiert. François wiederum besetzt den männlichen Hauptdarsteller zwar mit einem unattraktiven Mann, der jedoch von Morlock durch den attraktiven Aldo ausgetauscht wird.
Mercier hat unterdessen seine Vorgesetzten, das Ehepaar Ferroni, überreden können, für die Dreharbeiten ihre Villa in Saint Tropez zur Verfügung zu stellen. Er geht davon aus, dass Der Seelenspiegel des Menschen verfilmt wird und verspricht sogar seiner schüchternen Geliebten und Ferroni-Tochter Claude eine kleine Nebenrolle, die im neuen Drehbuch jedoch äußerst perverse Züge erhalten hat. Als François davon erfährt, beichtet er Mercier die Wahrheit. Der will den Dreh absagen. Beide begeben sich zu Morlock, der von ihnen in dem Fall Schadenersatz in Höhe von vier Millionen Francs erhalten würde. Er stimmt aber zu, Christine gegen die erfahrene Mona Duroc auszutauschen und statt Aldo den zuvor gewählten Jules Slimane zu nehmen. Eine Ersatzvilla, die er ebenso akzeptieren würde, können François und Mercier nicht organisieren, reisen also nach Saint Tropez. Hier kommt es zunächst zu Verwirrung, weil sich Claude unbemerkt ans Set begibt und ihre einstudierte Rolle spielen will, dabei jedoch vom nackten Jules Slimane überrascht wird. Später taucht die Herrin des Hauses Madame Ferroni auf und Morlock kann ihr das neue Filmprojekt schmackhaft machen, indem er sie am Gewinn beteiligt und in einer Szene werbewirksam gekochte Nudeln zum Einsatz bringen lässt.
Christine erscheint am Set, obwohl sie nach ihrer Umbesetzung auf François’ Wunsch hin nach Paris zurückkehren sollte. Sie lässt François ausrichten, dass sie am Bahnhof auf ihn warte, und ihm die Schlüssel für ihren Wagen aushändigen. Sie selbst versteckt sich im Wagen. François erkennt, dass er eigentlich an ihre Seite gehört und zum Filmregisseur nichts taugt. Er fährt davon, erschreckt sich über Christines Auftauchen im Wagen jedoch so sehr, dass er das Auto in den Swimmingpool von Madame Ferronis Haus steuert. Hier beginnen er und Christine, sich im Wagen und unter Wasser zu küssen, und die Mitglieder der Crew, die zum Auto tauchen, sind fasziniert davon, dass beide dabei ihre Kleider anbehalten.

## Produktion
Der Film wurde unter anderem in den Studios de la Victoire (heute Studios Riviera) in Nizza und in den Produktionsräumen von Panzani Milliat Frères gedreht. Die Kostüme schuf Ady Poulain, die Filmbauten stammen von Jean André.
Der Film kam am 16. Juni 1976 in die französischen Kinos, wo er von rund 1.290.000 Zuschauern gesehen wurde. In Deutschland wurde der Film erstmals am 1. Mai 1995 auf RTL 2 gezeigt. Im August 2004 erschien er auf DVD.
Es war das Kinodebüt von Schauspielerin Sabine Azéma. Regisseur George Lautner gab auch seiner 2005 erschienenen Autobiografie den Titel On aura tout vu.

## Synchronisation
| Rolle              | Darsteller           | Synchronsprecher |
| ------------------ | -------------------- | ---------------- |
| François Perrin    | Pierre Richard       | Uwe Paulsen      |
| Christine Lefèbvre | Miou-Miou            | Daniela Hoffmann |
| Bob Morlock        | Jean-Pierre Marielle | Claus Wilcke     |
| Henri Mercier      | Henri Guybet         | Stefan Gossler   |

## Kritik
Das Lexikon des internationalen Films befand, dass Ein Tolpatsch auf Abwegen „einige treffsichere Seitenhiebe“ auf die Pornoindustrie verteile, jedoch „nicht sehr überzeugend [wirkt], da er zu häufig bekannte Klischees aneinanderreiht.“